# Беатрис Перейра де Алвим
Беатрис Перейра де Алвим (1380–1414) — португальская аристократка, единственная дочь Нуну Алвареша Перейры и его жены Леоноры де Алвим.

## Жизнь
8 ноября 1401 года Беатрис Перейра де Алвим вышла замуж за графа де Барселуш Альфонса I, незаконного сына короля Португалии Жуана I. Она умерла до того, как её муж стал герцогом Браганса. У супругов было трое детей:
- Афонсу Браганса (1400—1460)[4], 4-й граф Оурен (1422—1460) и 1-й маркиз де Валенса (1451—1460)
- Изабелла Браганса (1402—1465), жена с 1424 года инфанта Жуана (1400—1442), коннетабля Португалии, сына первого короля Португалии из Ависской династии — Жуана I Великого
- Фернанду I де Браганса (1403—1478)[4], наследник отца, 2-й герцог Браганса (1461—1478)